# Алиев, Шахрияр Абыш оглы
Шахрияр Абыш оглы Алиев (азерб. Əliyev Şəhriyar Abış oğlu; род. 25 декабря 1992[…], Баку) — азербайджанский футболист, защитник клуба «Туран» и сборной Азербайджана.

## Клубная карьера
Родившийся в 1992 году в городе Баку Шахрияр Алиев является воспитанником ФК «Карабах», в юношеском составе которого отыграл до 17 лет. В 2009 году перешёл в дубль ФК «Баку», где провел два года, перейдя затем в основной состав бакинцев. В августе 2014 году, во время летнего трансферного окна, получив статус свободного агента подписал трёхлетний контракт с агдамским «Карабахом».

### Чемпионат
Статистика выступлений в чемпионате Азербайджана по сезонам:
| № | Сезон   | Клуб      | Игр | Голов |
| - | ------- | --------- | --- | ----- |
| 1 | 2011/12 | «Баку»    | 14  | 0     |
| 2 | 2012/13 | «Баку»    | 30  | 0     |
| 3 | 2013/14 | «Баку»    | 6   | 0     |
| 4 | 2014/15 | «Карабах» | 3   | 0     |
| 5 | 2015/16 | «Кяпаз»   | 33  | 0     |
| 6 | 2016/17 | «Кяпаз»   | 17  | 1     |
| 7 | 2017/18 | «Кяпаз»   | 26  | 1     |
| 8 | 2018/19 | «Сумгаит» | 18  | 3     |
| 9 | 2019/20 | «Сумгаит» | 7   | 0     |

## Еврокубки
Был в заявке ФК «Баку» для участия в Лиге Европы УЕФА сезона 2012/2013 годов.

## Достижения
«Баку»
- Обладатель Кубка Азербайджана: 2011/12

«Карабах»
- Чемпион Азербайджана: 2014/15
- Обладатель Кубка Азербайджана: 2014/15